# کاغسی
کاغسی (به ارمنی: Քաղսի) یک شهر در ارمنستان است که در استان کوتایک واقع شده‌است.    در  کیلومتری شمال هرازدان، مرکز استان کوتایک واقع شده است.

## خصوصیات
کاغسی  ۲٬۳۶۸ نفر جمعیت دارد و در ارتفاع  متر بالاتر از سطح دریا قرار گرفته است.

## نگارخانه

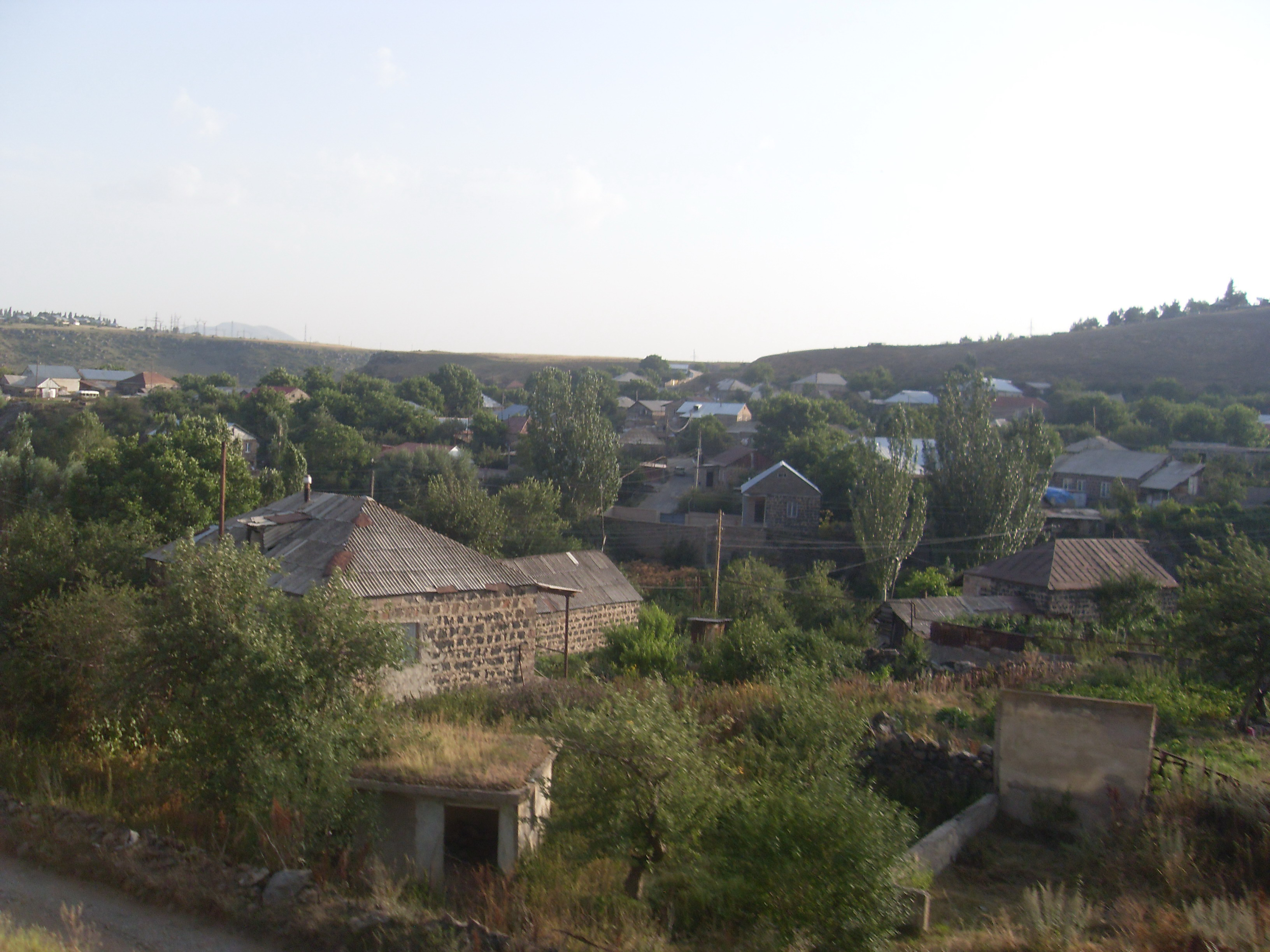
نمای کلی کاغسی